# Scene (chanson)
Singles de Michiyo Heike
Anata no Yume ni Naritai
(1999) One Room Natsu no Koi Monogatari
(2000)
Scene (écrit scene) est le sixième single de la chanteuse de J-pop Michiyo Heike.

## Présentation
Le single sort le 28 juillet 1999 au Japon sur le label Warner Music Japan, cinq mois après le précédent single de la chanteuse, Anata no Yume ni Naritai. Il atteint la 79e place du classement Oricon. Il est composé et produit par Hatake, guitariste du groupe Sharam Q, et les paroles sont pour la première fois écrites par Michiyo Heike. C'est son dernier disque avec Hatake ; les suivants seront écrits et produit par Tsunku. 
La chanson-titre a servi de thème de fin à l'émission télévisée Idol o Sagase présentée par la chanteuse. Elle figurera sur son second album, For Ourself ~Single History~, qui sort l'année suivante.

## Liste des titres
1. Scene  (scene?)
2. Retune  (retune?)
3. Scene (Original Karaoke)  (scene (オリジナル・カラオケ)?)